# Actaeeae
Actaeeae es una tribu de plantas de la familia Ranunculaceae. El género tipo es: Actaea.

## Descripción
Son plantas herbáceas perennes cuya altura varía hasta un máximo de 1 m (las especies no europeas pueden ser más altas). La forma orgánica de las plantas de esta tribu es predominantemente geófita. Durante la temporada estival no tiene órganos aéreos y sus funciones se encuentran en los órganos subterráneos llamados rizomas , los tallos subterráneos de los que, cada año, surgen tallos ramificados.  La parte subterránea del tallo es un rizoma; de hábito rastrero pero puede ser horizontal. La parte aérea del tallo es erecta y  simple. La inflorescencia es casi siempre terminal y se compone de varias (hasta 25) pequeñas flores recogidas en un racimo denso similar a un pico, o flores solitarias (en este caso crecen directamente del rizoma ). 

## Géneros
- Actaea -
- Anemonopsis -
- Beesia -
- Cimicifuga
- Eranthis
- †Paleoactaea